# 乌拉尔·亚历克西斯·约翰逊
乌拉尔·亚历克西斯·约翰逊（英語：Ural Alexis Johnson；1908年10月17日—1997年3月24日），美国堪萨斯州人、外交官，曾担任美国驻捷克斯洛伐克大使，1955年8月1日，在日内瓦举行的中美大使级会谈中与中国代表，中华人民共和国驻波兰大使王炳南会谈。
约翰逊生于瑞典裔家庭。1923年，全家移居加利福尼亚州格伦代尔，1931年毕业于西方学院。1935年，约翰逊进入美国外交界工作，曾在东京、京城府（現首尔）、奉天（現瀋陽）、巴西里约热内卢工作，日本偷襲珍珠港後曾拘禁他，1945年至1949年任美国驻横滨总领事，1949年至1953年在国务院远东局工作，曾参与朝鲜战争停战协定，1953年至1958年任美国驻捷克斯洛伐克大使，1958年至1961年任美国驻泰国大使，1966年至1969年任美国驻日本大使。
1. ↑  . U.S. Embassy & Consulates in China （英语）.